# Hajós
Hajós (niem. Hajosch) – miasto w południowej części Węgier, w pobliżu Kalocsa. Miejscowość leży na obszarze Wielkiej Niziny Węgierskiej, w komitacie Bács-Kiskun, w powiecie Kalocsa i liczy 3160 mieszkańców (styczeń 2011).
Ponad 30% mieszkańców deklaruje się jako Niemcy.

## Turystyka i rekreacja
Miejscowość zwana jest lilipucią, ponieważ częściowo zbudowana jest z malutkich podpiwniczonych domków. Okolice Kalocsy słyną zarówno z uprawy papryki, jak i winorośli. W piwniczkach domków we wsi mieszkańcy produkują wino z miejscowych winorośli.